# Jan Šmíd (prozaik)
Jan Šmíd (4. března 1921, Praha – 13. prosince 2002, tamtéž) byl český redaktor, grafik a prozaik.

## Život a dílo
Pocházel z dělnické rodiny, jeho otec byl námořníkem. Po maturitě na obchodní akademii roku 1939 pracoval jako účetní. Roku 1942 byl totálně nasazen v továrně ETA Praha. V letech 1946–1949 pracoval jako grafik u architekta Bohumila Kuthana, pak jako účetní ve Sběrných surovinách, v letech 1957–1959 opět jako grafik v časopise Střelecký sport a poté až do odchodu do důchodu roku 1981 byl redaktorem týdeníku Svět motorů.
V letech 1965–1970 vystudoval při zaměstnání Fakultu sociálních věd a publicistiky Univerzity Karlovy. Po obhájení diplomové práce Naše avantgarda 20. let nebyl ale připuštěn ke státním závěrečným zkouškám za jeho články kritizující okupaci Československa vojsky Varšavské smlouvy. Mohl je vykonat až roku 1971 a roku 1973 získal titul doktora filozofie za rozšířenou verzi své diplomové práce.
Knižně debutoval roku 1967 pod pseudonymem Jaime Pessoa dobrodružným románem Čtyři stupně nad rovníkem. Dále je autorem cestopisných črt, historických románů a humoristických a detektivních próz. Od roku 1990 byl předsedou české sekce Mezinárodní asociace autorů detektivní a dobrodružné literatury (AIEP).
Zemřel roku 2002 v Praze. Byl pohřben na Vinohradském hřbitově.